# Kapela „Pieczarki”
Kapela „Pieczarki” – zespół folk rockowy założony w 1992 roku w Węgierskiej Górce. Do 2000 znany był jako Kapela. Założycielami grupy są bracia: Paweł Pieczarka (wokalista i gitarzysta i Rafał Pieczarka (basista i perkusista). Pierwsza płyta zespołu, Wina nalej uzyskała status Złotej Płyty. Druga płyta zespołu Moja miła nominowana była do Fryderyków 2000 w kategorii: Album roku: Muzyka tradycji i źródeł.

## Dyskografia
| 1999                           | Wina nalej (jako Kapela) - Data: 1999 - Wydawca: Silverton | 24 |
| 2000                           | Moja miła (jako Kapela) - Data: 2000 - Wydawca: Silverton  | —  |
| 2000                           | Pieczarkowe kolędy - Data: 2000 - Wydawca: Polskie Radio   | —  |
| 2002                           | Sezon na pieczarki - Data: 2002 - Wydawca: Silverton       | —  |
| 2012                           | Star oN oVo - Data: 2012 - Wydawca: Silverton              | —  |
| "—" pozycja nie była notowana. |                                                            |    |

## Odznaczenia
- Brązowy Medal „Zasłużony Kulturze Gloria Artis” (2023)[4]